# Sílvia Alberto
Sílvia Alberto (Lisszabon, 1981. május 18. –) portugál televíziós műsorvezető és színésznő.

## Karrier
2018.  január 8-án bejelentettek, hogy Filomena Cautela, Sílvia Alberto, Daniela Ruah és Catarina Furtado lesznek a 2018-as Eurovíziós Dalfesztivál műsorvezetői Lisszabonban.

## Műsorai

### Rádio e Televisão de Portugal (RTP)
- 2000 - Clube Disney
- 2006 - Dança Comigo
- 2007 - Aqui Há Talento
- 2007/2008 - Operação Triunfo (3. évad)
- 2009 - Olha Quem Dança
- 2009 - Febre da Dança
- 2008–2012 - Festival da Canção
- 2009 - Festival da Canção - Melhor Canção de Sempre
- 2010 - Super Miúdos
- 2010/2011 - Operação Triunfo (4. évad)
- 2011 - MasterChef Portugal
- 2012 - Top Chef
- 2012/2013 - Não me Sai da Cabeça
- 2013 - Nada a Esconder
- 2013–2015 - Só Visto
- 2014 - Desafio Total
- 2014 - Festival da Canção 2014
- 2015 - heute - Sociedade Recreativa
- 2015–2016 - Treze
- 2017- heute - Os Extraordinários
- 2017 - Festival da Canção 2017, Catarina Furtadoval
- 2017 - Danças do Mundo
- 2017-től - Got Talent Portugal

### European Broadcasting Union (EBU) / Rádio e Televisão de Portugal (RTP)
- 2018 - Eurovíziós Dalfesztivál

### Sociedade Independente de Comunicação (SIC)
- 2002 - Catarina.com
- 2003 - Flash
- 2003 - Campeões Nacionais
- 2003 - Mousse Caseira
- 2003 - Ídolos (1. évad), Pedro Grangerral együtt
- 2004 - Ídolos (2. évad), Pedro Grangerral együtt
- 2004 - Êxtase
- 2004/2005 - Globos de Ouro